# Norrlands kustartilleriförsvar
Norrlands kustartilleriförsvar (NK) var en kustartilleriförsvarsstab inom svenska marinen som verkade i olika former åren 1942–1986. Förbandsledningen var förlagd i Härnösands garnison i Härnösand.

## Historik
Genom försvarsbeslutet 1942 övergick kustartilleriet från fästningsförsvar till kustförsvar. Därmed utgick begreppet fästning ur freds- och krigsorganisationen. Den 1 oktober 1942 bildades kustartilleriförsvarsstaber med tillhörande geografiska kustområde, vilket motsvarade ett marindistrikt. Kustartilleriförsvarsstaberna var organisatoriskt underställda ett marindistrikt, men hade princip samma särställning som arméns försvarsområdesstaber. Inom Norrlandskustens marindistrikt bildades Norrlands kustartilleriförsvar. Chefen för Norrlands kustartilleriförsvar var från den 1 oktober 1942 även chef för Hemsö försvarsområde (Fo 24). År 1957 upphörde skillnaden mellan land och marina försvarsområden, vilket medförde att Hemsö försvarsområde integrerades i Härnösands försvarsområde (Fo 23).
Efter krigsåren var tanken att det svenska försvaret skulle nedrustas. Vilket inför försvarsbeslutet 1948 framgick i försvarskommitténs betänkande från 1945, där det föreslogs att kustartilleriet skulle reduceras, det genom att Hemsö kustartilleriförsvar och Härnösands kustartilleriregemente skulle avvecklas och upplösas. Men istället för en avkylning av det säkerhetspolitiska läget i Europa efter kriget, inleddes en ny säkerhetspolitik genom det kalla krig, som kan sägas inleddes genom Pragkuppen. Detta fick försvarsministern att istället förespråka en förstärkning av försvaret. I december 1947 föll kommitténs förslag och istället beslutades det om en förstärkning. En förstärkning som bland annat innebar en kraftig utbyggnad av försvaret, som påbörjas åren 1950–1951, utefter Norrlandskusten med moderna berganläggningar. Härvid utökades uppgifterna och utbildningsbehovet, varför Härnösands kustartilleridetachement (KA 4H) från och med den 1 juli 1953 omorganiserades till Härnösands kustartillerikår (KA 5). 
Den 1 februari 1957 omorganiserades Norrlandskustens marindistrikt till Marinkommando Nord, med gemensam chef och förvaltning med kustartilleriförsvaret. Den 1 juli 1961 sammanslogs Härnösands kustartillerikår med Norrlands kustartilleriförsvar och bildade Norrlands kustartilleriförsvar med Härnösands kustartillerikår. Inför den så kallade OLLI-reformen, vilken genomfördes inom försvaret åren 1973–1975, föreslog regeringen att kustartilleriförsvarschefen för Norrlands kustartilleriförsvar skulle kvarstå som förbandschef för Härnösands kustartillerikår. Men kåren kom samtidigt att omorganiseras till ett regemente. Därmed antogs den 1 juli 1975 namnet Norrlands kustartilleriförsvar med Härnösands kustartilleriregemente.
Inför försvarsbeslutet 1977 föreslog regeringen för riksdagen att Sundsvalls luftvärnsregemente (Lv 5) skulle upplösas och avvecklas. Den försvarsutredning som gjordes inför propositionen att undersökt att flytta luftvärnsregementet till Härnösand, för att där samlokalisera det med Härnösands kustartilleriregemente. Dock skulle en så pass omfattande nybyggnation behövas i Härnösand varvid en flytt av luftvärnsregementet inte kunde motiveras ur en ekonomiskt synvinkel. Inför försvarsbeslutet hade även försvarsutredning undersökt konsekvenserna av avveckling av Härnösands kustartilleriregemente, något som man konstaterade att kännedom om Norrlandskustens särdrag skulle försämras, samt att kostnaderna för övriga kustartilleriförband skulle öka, då utbildningsverksamheten i första hand skulle omfördelas till Vaxholms kustartilleriregemente (KA 1) och Gotlands kustartilleriregemente (KA 3). Därmed fann försvarsutredningen inte någon anledning föreslå regeringen om några förändringar i kustartilleriets utbildningsorganisation.
Inför försvarsbeslutet 1982 föreslog regeringen för riksdagen i sin proposition 1981/82:102 nya besparingar inom försvaret. Överbefälhavaren föreslog att grundutbildning vid Härnösands kustartilleriregemente skulle upphöra och att kasernerna skulle lämnas. Vidare föreslog han att staben och stödfunktionerna vid Norrlands kustartilleriförsvar borde reduceras, samt att den förbandsbundna verkstaden borde läggas ned. Dessa förändringar föreslog överbefälhavaren vara genomförda senast år 1985. Regeringen och försvarsutskottet var dock av en annan åsikt, då de ansåg att Härnösands kustartilleriregemente skulle behållas inom fredsorganisationen. Dock ansågs att en viss personalminskning vid Härnösands kustartilleriregemente var tvungen att godtas för att marinens samlade besparingsmål skulle uppnås. Inom kustartilleriet reducerades istället grundutbildningen vid Västkustens militärkommando med Älvsborgs kustartilleriregemente. Regeringen föreslog även av regionalpolitiska skäl att Marinens officershögskola i Göteborg och huvuddelen av Marinens sjukvårdsskola i Göteborg skulle lokaliseras till Karlskrona. Bakgrunden till besparingarna samt omstruktureringarna i Göteborg, berodde på att regeringen ville behålla grundutbildningen vid Härnösands kustartilleriregemente (KA 5).
Åren 1986 och 1990 gjordes en förändring inom marinens lägre regionala ledningsnivå, där kustartilleriförsvarsstaberna sammanslogs regionvis med örlogsbaserna. Den nya myndigheten som bildades genom sammanslagningarna kom att benämnas marinkommando. Därmed kom samtliga marina stridskrafter inom respektive geografiska område ledas av en gemensam chef. I Norrlands kom därmed Norrlands kustartilleriförsvar med Härnösands kustartilleriregemente (NK/KA 5) och Norrlandskustens örlogsbasavdelning (ÖrlBavd NK) att sammanslås och bildade den 1 juli 1986 Norrlandskustens marinkommando (MKN). Norrlands kustartilleriförsvar med Härnösands kustartilleriregemente kom därmed att upplösas som myndighet. Den nya organisationen i Härnösand bestod av sjöstridskrafterna och kustartilleriet, men även en för marinen och kustbevakningen gemensam sjöbevakningscentral. Inom Norrlandskustens marinkommando blev Härnösands kustartilleriregemente en utbildningsenhet, men med egen regementsstab. Norrlands kustartilleriförsvar upplöstes och avvecklades den 30 juni 1986.

## Verksamhet
Norrlands kustartilleriförsvar var en marin myndighet med ansvar för mobilisering och ledning av kustartilleriförbanden inom Hemsö skyddsområde och kontrollområde.

## Ingående enheter

### Härnösands kustartilleriregemente
Härnösands kustartilleriregemente (KA 5) bildades 1943 som Härnösands kustartilleridetachement. År 1953 omorganiserades detachementet till kår och 1975 till regemente. Under åren 1945–1986 var chefen för Norrlands kustartilleriförsvar även chef för KA 5.

### Norrlandskustens örlogsbasavdelning
Norrlandskustens örlogsbasavdelning (ÖrlBavd NK) bildades den 1 oktober 1966, genom att en ny regional ledning infördes inom det svenska försvaret, där de marina bevakningsområdena underställdes en militärbefälhavare. Därmed med kom bland annat de regionala marinkommandona att avvecklas, där örlogsdepån vid respektive marinkommando bildade en örlogsbas. Marinkommando Nord kom dock att omorganiseras till en örlogsbasavdelning, vilken underställdes chefen för Norrlands kustartilleriförsvar (NK), som i sin tur var underställd chefen för Nedre Norrlands militärområde.

## Förläggningar och övningsplatser
När Norrlands kustartilleriförsvar bildades förlades staben till Kusthöjden i nordöstra Härnösand, där staben samlokaliserad med kustartillerikåren. Etablissementet på Kusthöjden uppfördes efter 1940 års militära byggnadsutrednings typritningar. Totalt uppfördes ett 30-tal byggnader inom området. I slutet av 1960-talet uppfördes ett annex till kanslihuset, det efter att Norrlands kustartilleriförsvar med Härnösands kustartillerikår sammanslogs till en administrativ enhet. Vidare uppfördes även nya byggnader vid garageområdet. Efter att Norrlands kustartilleriförsvar avvecklades, kom området förvaltas av Norrlandskustens marinkommando. År 2000 såldes större delen av området till Vasallen, men flertalet av byggnaderna huserar fortfarande militära förband och staber.

## Förbandschefer
Förbandschefen titulerades kustartilleriförsvarschef och var även åren 1947–1966 tillika chef för Marinkommando Nord, åren 1966–1986 chef för Norrlandskustens örlogsbasavdelning, samt åren 1942–1986 chef för Härnösands kustartilleriregemente.
- 1942–1950: Överste Ragnar Isaacsson [c]
- 1950–1957: Överste Swen Lagerberg [d]
- 1957–1964: Överste Stig Stade
- 1964–1966: Överste Gunnar Eklund
- 1966–1974: Överste Jan Beckman
- 1974–1977: Överste Eric Jarneberg
- 1977–1981: Överste Per-Erik Bergstrand
- 1981–1983: Överste Lars Ahlström
- 1983–1985: Överste Lars G. Persson
- 1985–1986: Överste Karl-Wilhelm Hansen

## Namn, beteckning och förläggningsort
| Hemsö kustartilleriförsvar                                           | 1942-10-01 | – | 1961-06-30 |
| Norrlands kustartilleriförsvar med Härnösands kustartillerikår       | 1961-07-01 | – | 1983-06-30 |
| Norrlands kustartilleriförsvar med Härnösands kustartilleriregemente | 1975-07-01 | – | 1986-06-30 |

| NK      | 1942-10-01 | – | 1961-06-30 |
| NK/KA 5 | 1961-07-01 | – | 1986-06-30 |

| Härnösands garnison (F) | 1942-10-01 | – | 1986-06-30 |

## Galleri

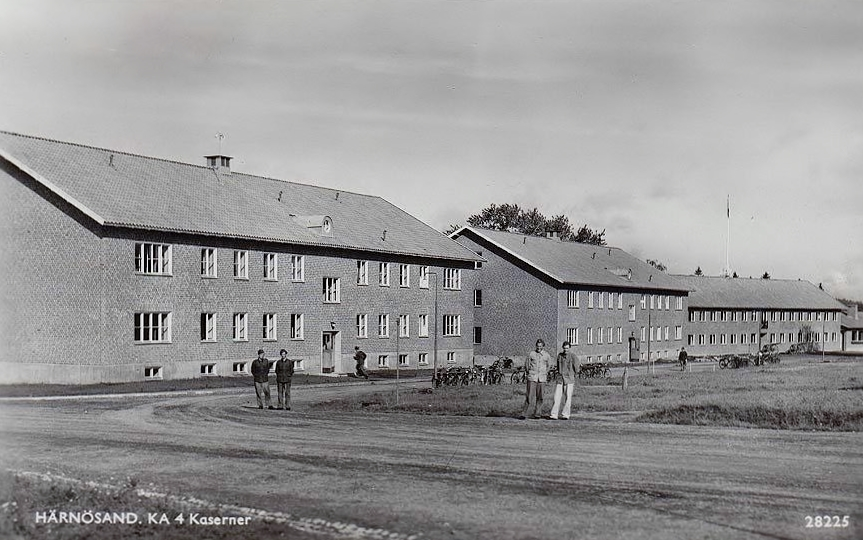
Kasernerna vid Härnösands kustartilleriregemente (1940-talet).
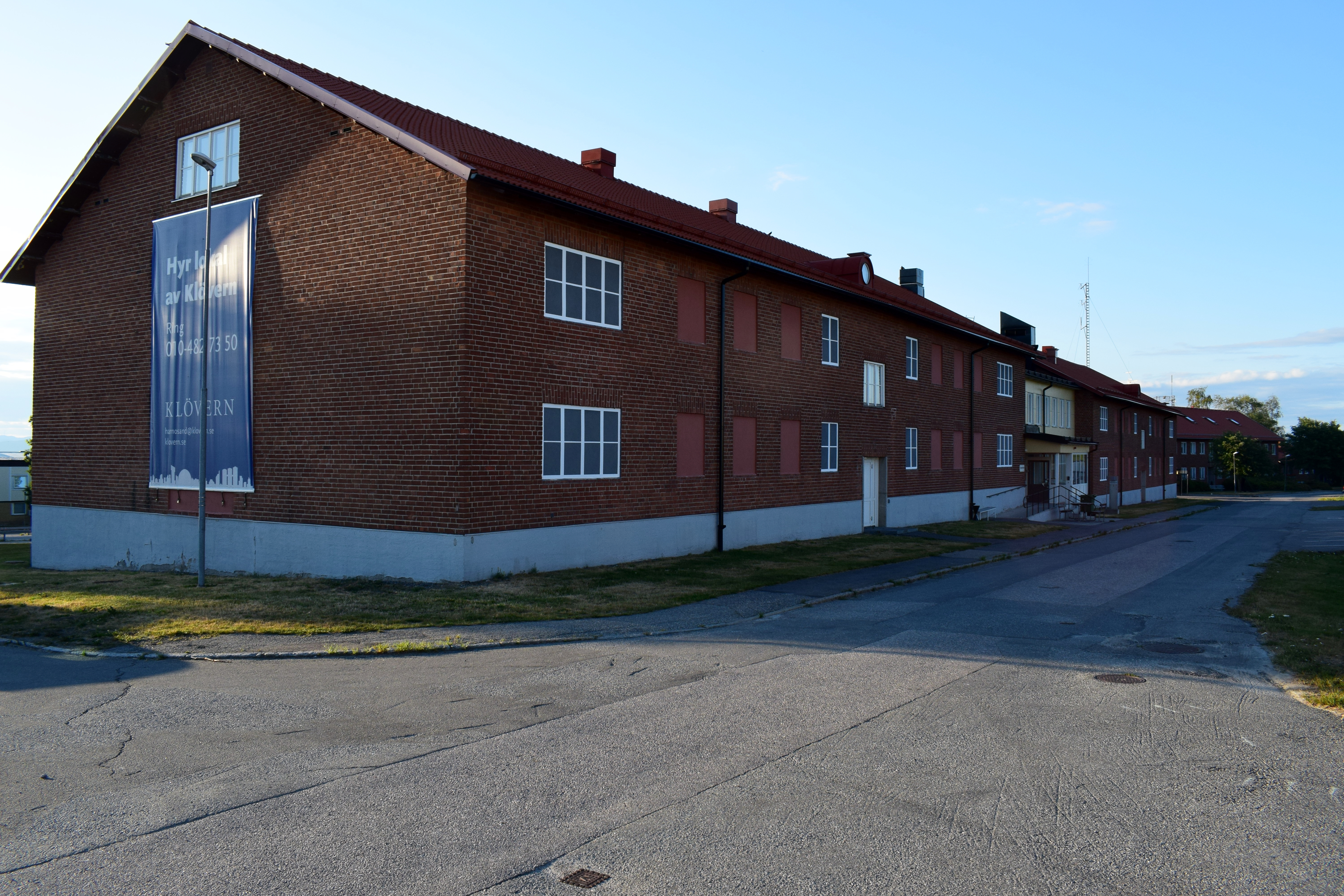
Kasernerna vid Härnösands kustartilleriregemente (2018).
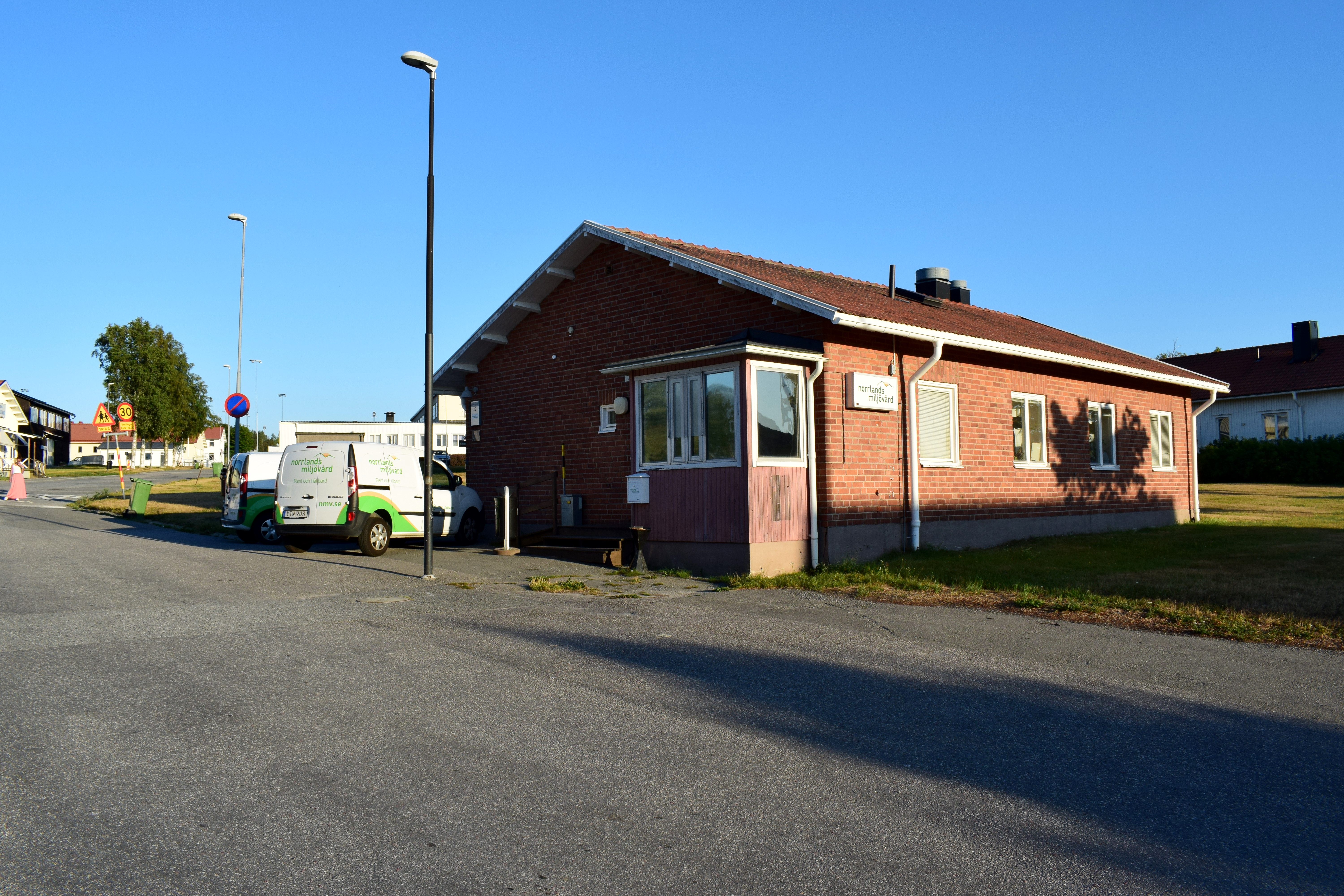
Kasernvakten vid Härnösands kustartilleriregemente.
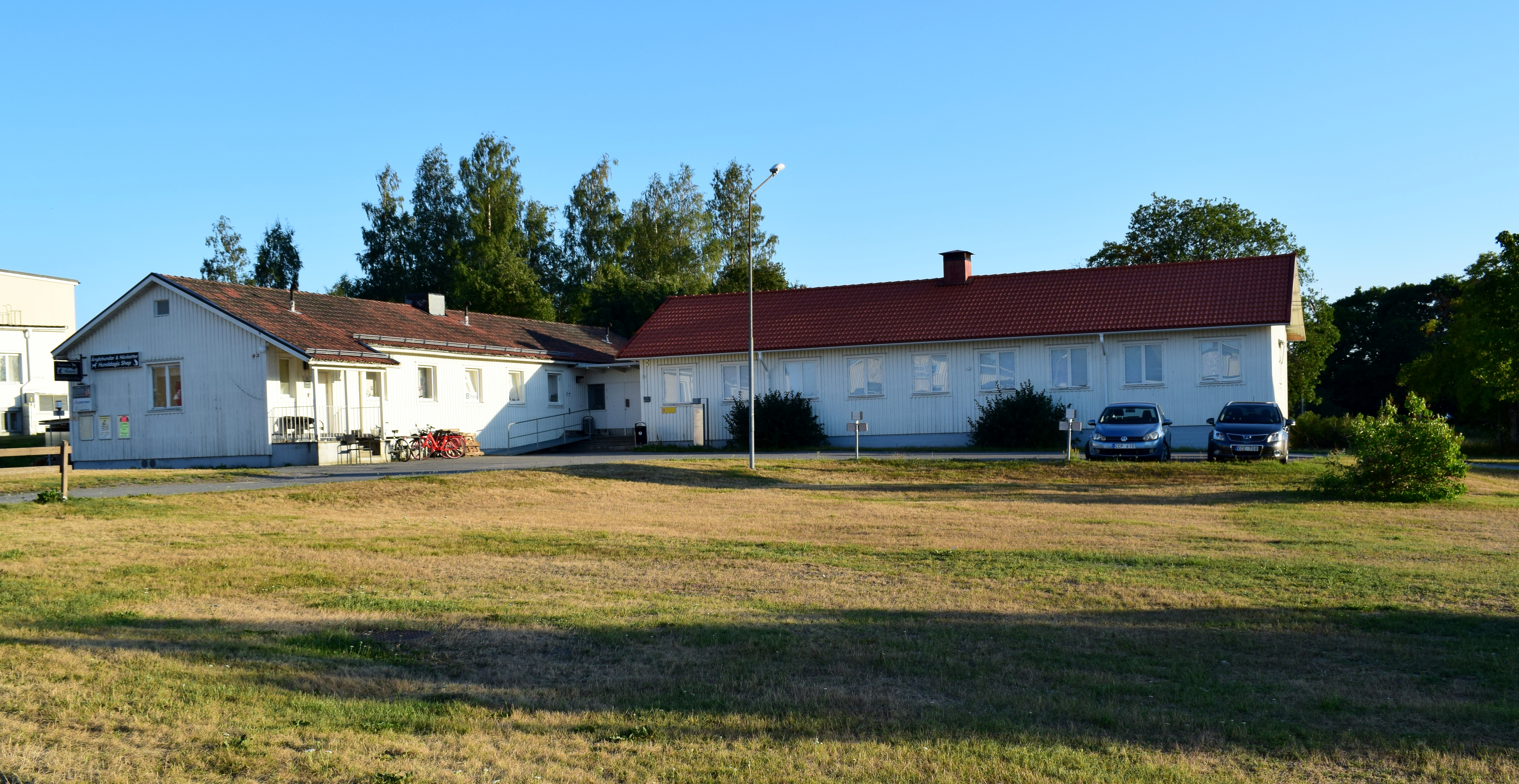
Byggnad vid Härnösands kustartilleriregemente.
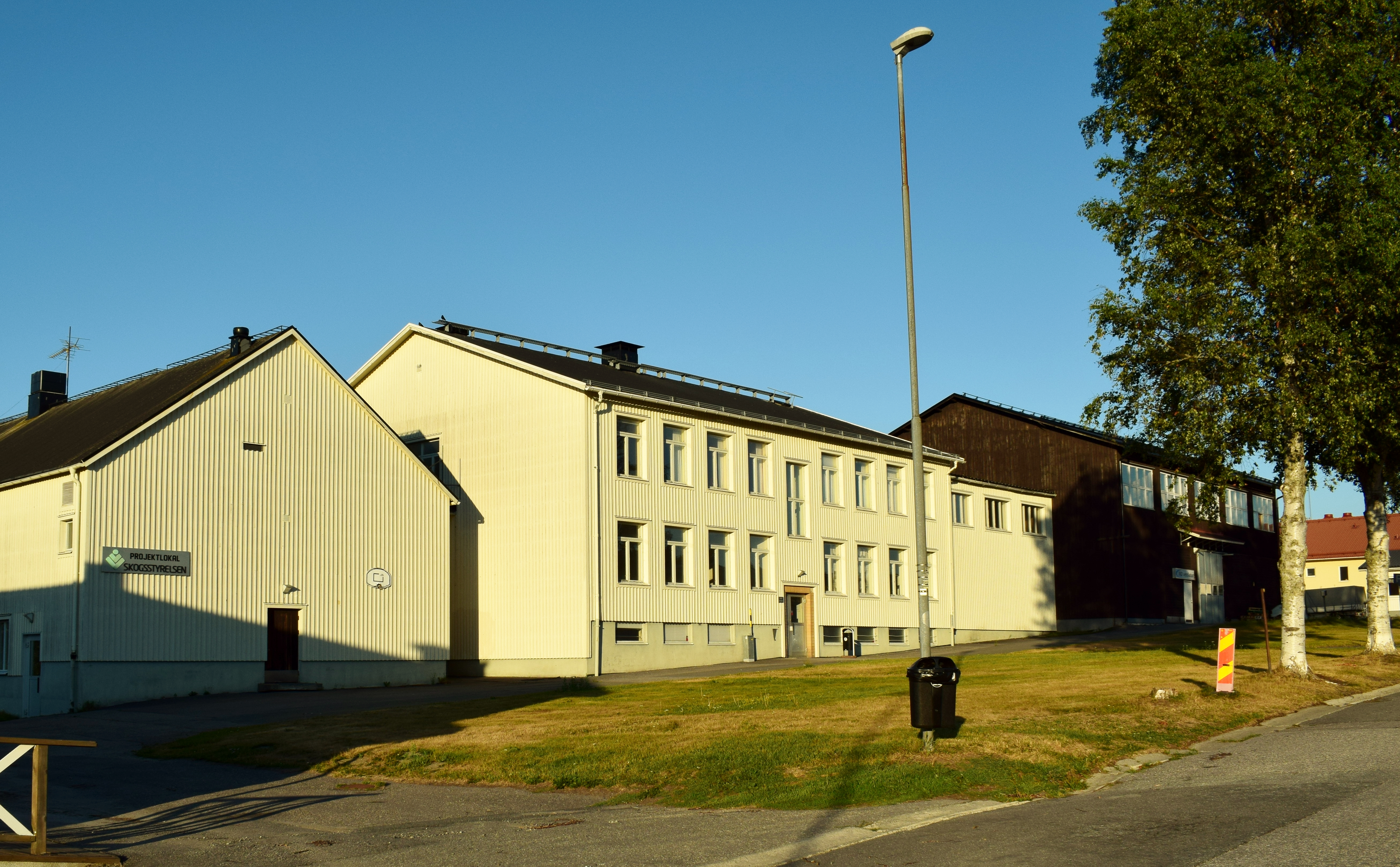
Byggnader vid Härnösands kustartilleriregemente.
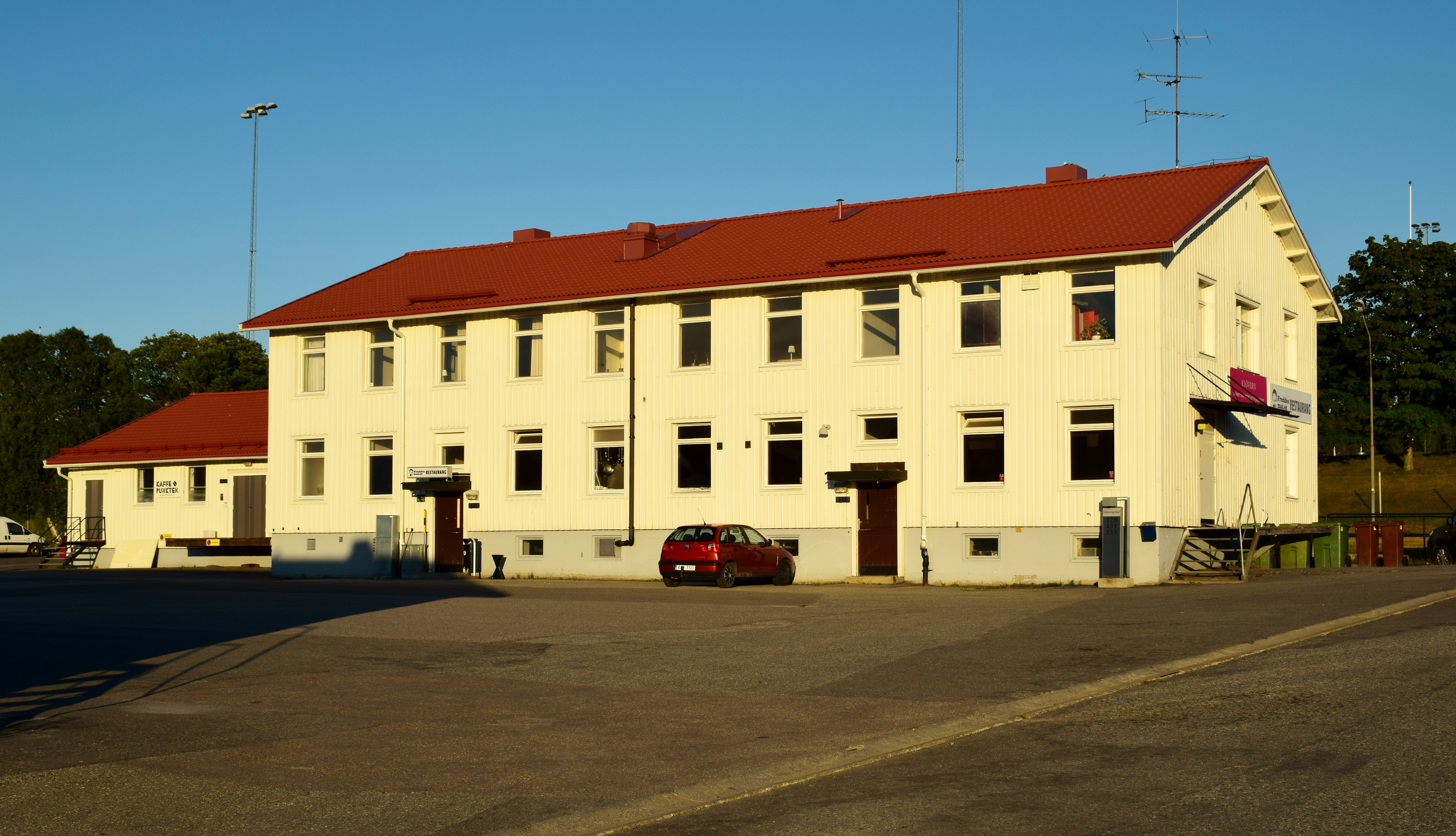
Byggnad vid Härnösands kustartilleriregemente.
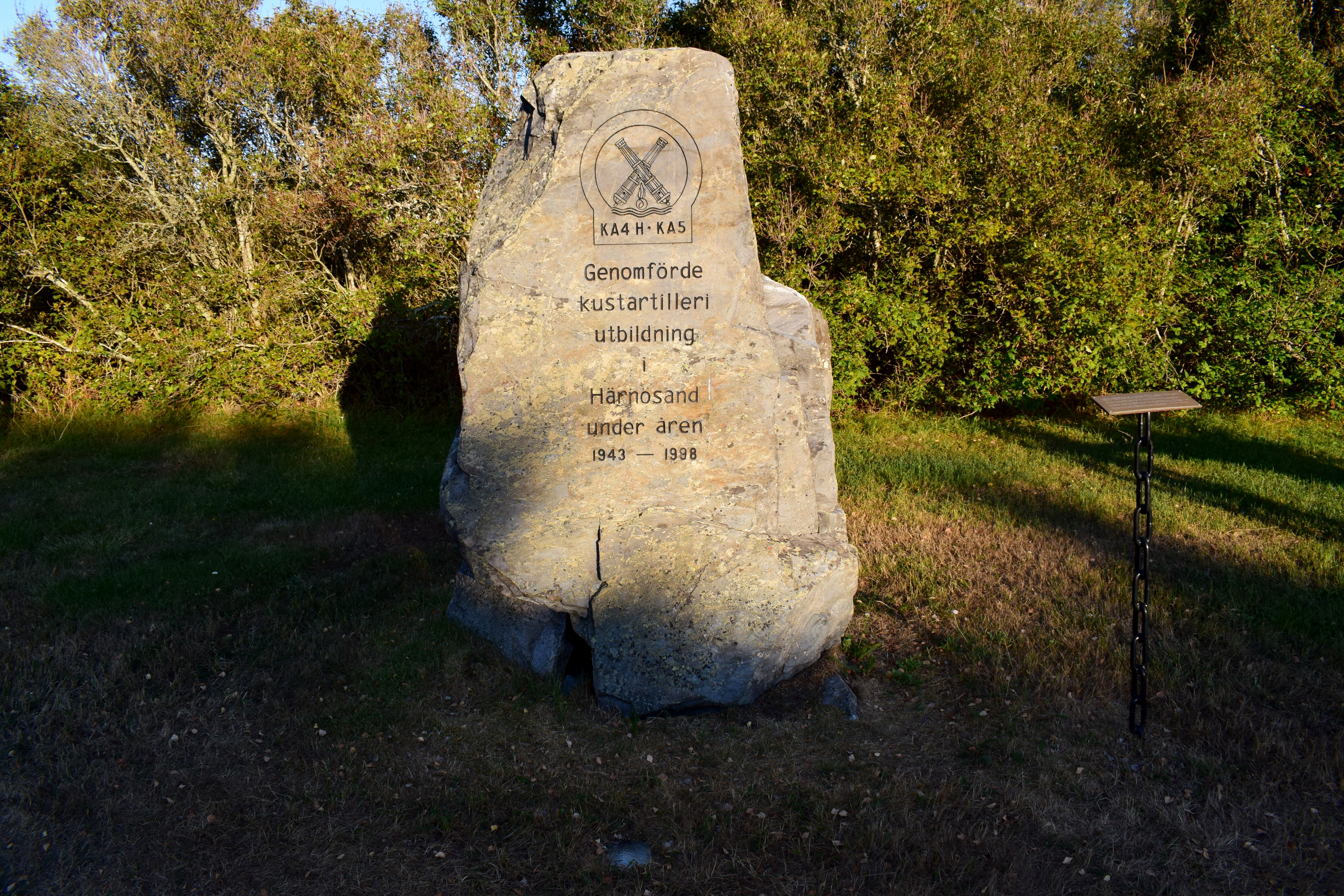
Minnessten vid Härnösands kustartilleriregemente.
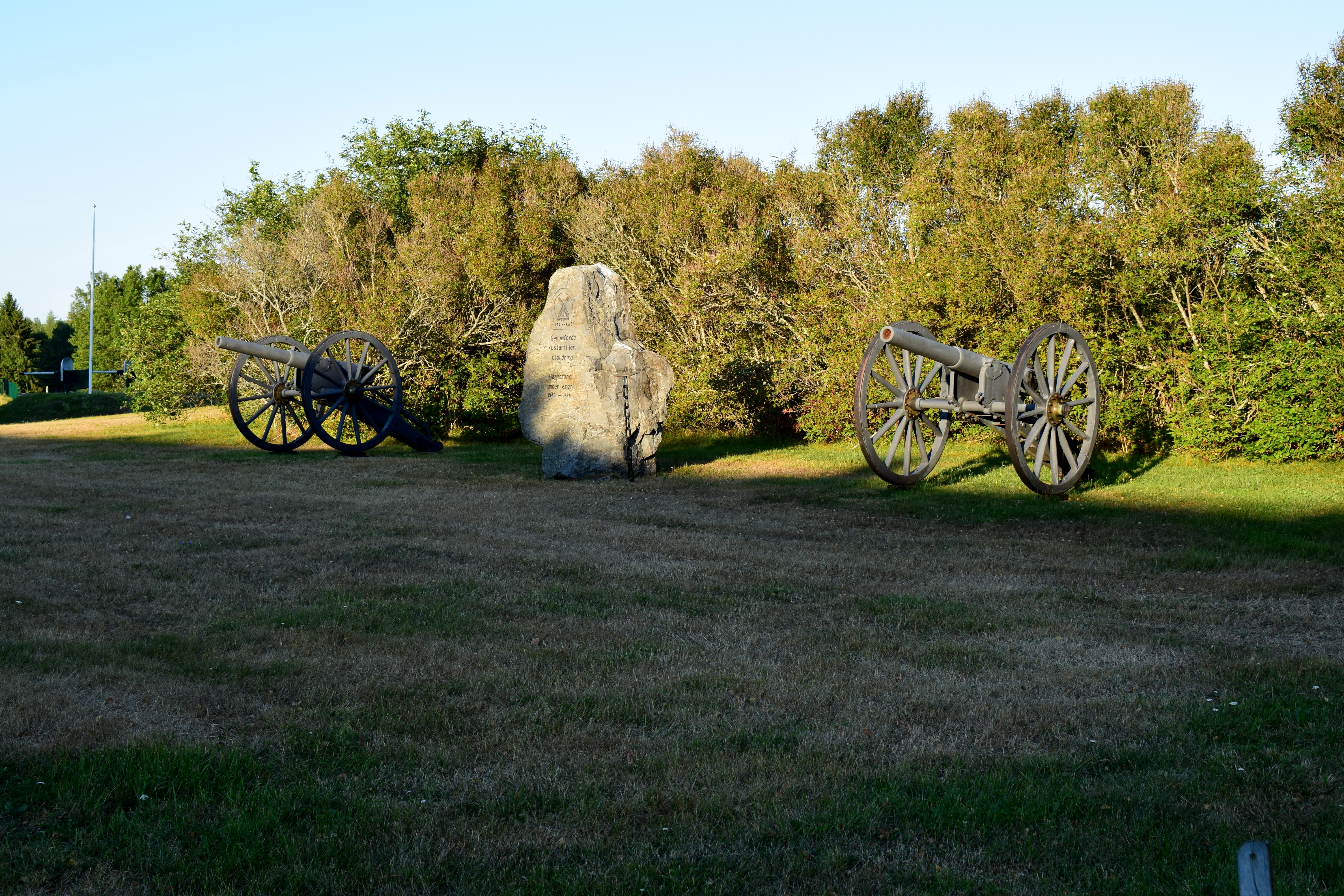
Minnessten vid Härnösands kustartilleriregemente.